# Gare de Plounérin
Gare de Plounérin vasútállomás Franciaországban, Plounérin településen.

## Vasútvonalak
Az állomást az alábbi vasútvonalak érintik:
- Párizs–Brest-vasútvonal

## Kapcsolódó állomások
A vasútállomáshoz az alábbi állomások vannak a legközelebb:
- Gare de Plouaret-Trégor (Paris Gare Montparnasse, Párizs–Brest-vasútvonal)
- Gare de Plouigneau (Gare de Brest, Párizs–Brest-vasútvonal)